# アフリカ稲センター

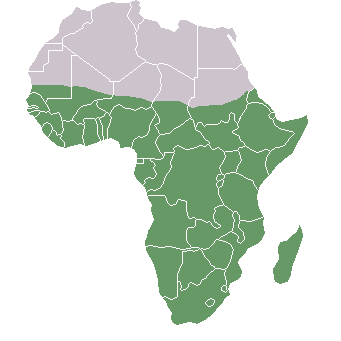
サブサハラ・アフリカ（緑部分）

アフリカ稲センター（アフリカいねセンター、英語: Africa Rice Center）は、イネの品種開発・普及を行うアフリカの国際研究機関。その研究を通して、アフリカの貧困の緩和と食糧安全保障の貢献を行うことを目的として、設立された。通称のWARDAは、旧名である西アフリカ稲開発協会（West Africa Rice Development Association）の略称である。以下、WARDAと表記する。
1971年に、国際連合開発計画（UNDP）、国際連合食糧農業機関（FAO）とアフリカ経済委員会（ECA）の主導の下に、西アフリカの11ヶ国による自主的な共同施設として設立された。1986年に国際農業研究協議グループ（CGIAR）の傘下に入った。2003年9月からは対象地域をサブサハラ・アフリカ（サハラ砂漠以南）全域に広げ、「アフリカ稲センター」と改称した。2008年時点では21カ国構成となっており、更に加盟国が増える予定である。2008年6月には、サブサハラ以外の国として初めて、エジプトが加入することが発表された。
本部は、当初はリベリアのモンロビアに所在していたが、コートジボワールのブアケ郊外ムベおよびマリのバマコを経て、2005年からベナンのコトヌーに移ったものの、2015年には、再びコートジボワールのアビジャン（本部）とブアケ（研究センター）に戻った。WARDAは、セネガルのサンルイ近郊およびナイジェリアのイバダンにある国際熱帯農業研究所(IITA)内に地域研究ステーションを持っている。
ネリカの育成や、その普及に関しての農民参加型手法（PVS, Farmer's participatory varietal selection）活動を行っている。